# Zwrot przez sztag
Zwrot przez sztag, zwrot na wiatr – manewr polegający na przejściu dziobem statku żaglowego przez linię wiatru.

Schemat przedstawia zwrot przez sztag. Czerwona strzałka oznacza kierunek wiatru.

Poprawnie wykonany zwrot przez sztag składa się z trzech faz:
- ostrzenie do granicy kąta martwego przy zachowaniu niezbędnej prędkości manewrowej
- przejście linii wiatru
- odpadnięcie do bajdewindu i ustawienie żagli do pracy

Zwrot przez sztag jest manewrem wymagającym prędkości początkowej, gdyż podczas skręcania jachtu w strefie kąta martwego jacht jest silnie hamowany. W przypadku całkowitej utraty prędkości sterowanie staje się nieskuteczne i manewr nie może być dokończony. Problem ten szczególnie daje się odczuć na żaglowcach, gdzie wysokość burty oraz powierzchnia takielunku oddziałującego z wiatrem jest znaczna, przez co wykonanie skutecznie zwrotu przez sztag staje się trudne. Z tego powodu niejednokrotnie łatwiej jest dokonać w takim przypadku zmiany halsu poprzez zwrot przez rufę. Prędkość potrzebna do wykonania zwrotu przez sztag zależy od typu jednostki oraz niesionego przez nią ożaglowania. Na małych jednostkach w ciężkich warunkach wiatrowych zwrot przez sztag jest bezpieczniejszy niż zwrot przez rufę.
Zwrot przez sztag wykonywany jest z bajdewindu jednego halsu do bajdewindu halsu przeciwnego

## Komendy
Poniżej wymienione są komendy wydawane podczas zwrotu przez sztag przez osobę dowodzącą jednostką na jachcie typu slup (przy założeniu, że dowodzący jest sternikiem i obsługuje szoty grota) oraz kecz bądź jol (dowodzący wydaje komendy na trzy żagle oraz ster).

### Slup
- Do zwrotu przez sztag!
- Prawy/lewy foka szot luz!
- Lewy/prawy foka szot wybierz!

### Kecz/Jol
- Do zwrotu przez sztag!
- Ster prawo/lewo!
- Lewy/prawy foka szot luz!
- Lewy/prawy grota szot luz!
- Prawy/lewy foka szot wybieraj!
- Prawy/lewy grota szot wybieraj!
- Bezana szoty wybieraj!
- Sternik tak trzymać!

Wraz ze zwiększaniem liczby żagli niesionych przez jacht, rośnie liczba komend oraz ich stopień skomplikowania.